# Łęczyca
 (septembre 2014).
Si vous disposez d'ouvrages ou d'articles de référence ou si vous connaissez des sites web de qualité traitant du thème abordé ici, merci de compléter l'article en donnant les références utiles à sa vérifiabilité et en les liant à la section « Notes et références ».
Pour les articles homonymes, voir Łęczyca (homonymie).

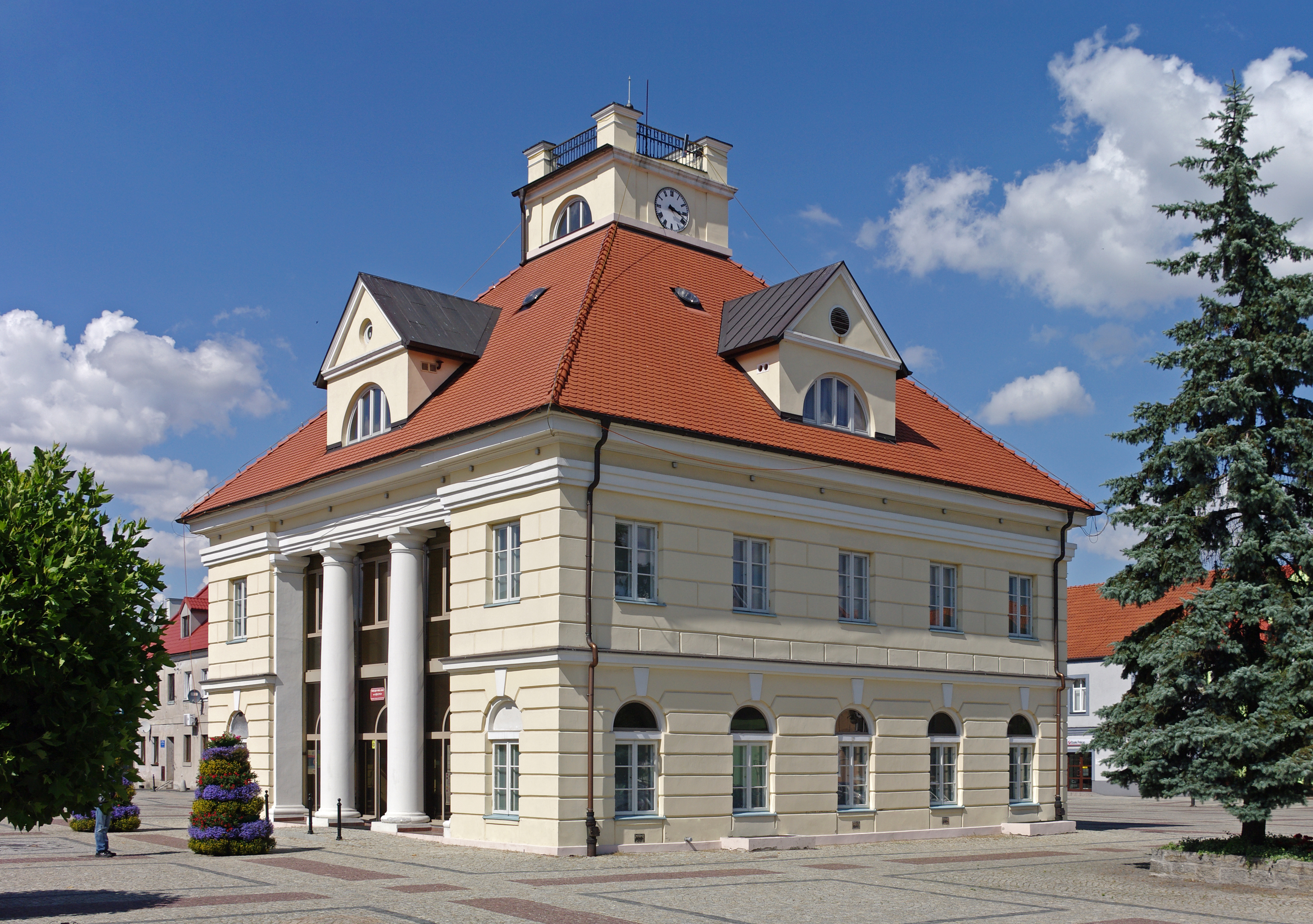
Mairie de Łęczyca.

Łęczyca  (prononciation [wɛnˈt͡ʂɨt͡sa]) (Ville royale de Łęczyca) est une ville du centre de la Pologne.
Sa population s'élevait à 14 730 habitants en 2014, repartie sur une superficie de 8,95 km².
Elle est un carrefour routier important.

## Histoire
Łęczyca est une des plus vieilles villes de Pologne. Déjà au VIe siècle, il y avait un fort et Łęczyca était sans doute une capitale tribale.
Après l’arrivée du christianisme, elle devient la capitale d’une des sept provinces formant l’État polonais. Le château était occupé par un castellan (gouverneur de province) et Łęczyca était un centre politique et religieux important. De 1138 à 1144, elle est le siège de Salomé von Berg, la veuve de Boleslas III Bouche-Torse. À Tum (à 2 km de Łęczyca), une collégiale romane est construite de 1141 à 1161. La collégiale de Tum accueille des synodes, qui sont considérés comme le début du parlementarisme en Pologne. La dernière rencontre entre les autorités de l’Église et de l’État s’y est déroulée au début du XVIIe siècle. En 1180, lors de l’assemblée des nobles polonais à Łęczyca, Casimir II le Juste accorde ses premiers privilèges à l’Église (une levée d’impôt au profit du clergé et le renoncement du roi à exercer ses droits sur les biens fonciers des évêques décédés). À l’occasion du synode de 1285 sont promulgués les Statuts de Łęczyca, restreignant l’influence allemande sur l’Église polonaise.
À la suite du démembrement féodal de la Pologne, la région de Łęczyca devient en 1229 un duché (duché de Sieradz et Łęczyca) qui  est divisé en 1263 pour donner le duché de Sieradz et le duché de Łęczyca.
Łęczyca reçoit les privilèges urbains vers 1250 mais c’est au XIVe siècle, sous le règne de Casimir III le Grand, que la ville s’épanouit. Casimir reconstruit la ville qui avait été incendiée par les chevaliers Teutoniques en 1331, bâtit un château et dote la ville de remparts. Après la réunification du pays par Ladislas Ier le Bref, le duché de Łęczyca devient une voïvodie du royaume de Pologne (1353). Łęczyca est un centre commercial important. Les marchés attirent des commerçants de toute la Pologne et de l’étranger.
En 1409, à Łęczyca, Ladislas II Jagellon arrive à convaincre la noblesse polonaise de s’opposer à toute attaque des Teutoniques contre la Lituanie. En 1414, c’est ici qu’il leur déclare la guerre. En 1420, c’est encore à Łęczyca que les hussites de Bohême lui proposent la couronne.
La guerre avec la Suède (le Déluge) provoque la disparition presque totale de la ville. À la fin de la guerre, il ne reste plus que trois maisons. Par la suite, la ville est dévastée par de grands incendies, des armées en campagne et des épidémies.
Malgré ce déclin, la ville est reconstruite à la fin du XVIIIe siècle et participe activement à tous les combats pour l’indépendance après les partages de la Pologne. De nombreux commerçants juifs y sont installés.
En 1807, Łęczyca intègre le duché de Varsovie créé par Napoléon où elle est une ville de garnison. Par la suite, elle fait partie du Royaume du Congrès et essaie de redevenir un centre économique important, notamment en développant le textile. Mais très vite, elle sera supplantée par Łódź.
La ville est le théâtre de combats pendant la Première Guerre mondiale. À la fin de la guerre, les soldats allemands sont désarmés par la population. En septembre 1939, c’est à proximité de cette ville qu’a lieu la bataille de la Bzura, la bataille la plus importante du début de la Seconde Guerre mondiale. Jusqu’en novembre 1939, 4 500 prisonniers de guerre polonais y sont enfermés dans un camp. De 1941 à 1942, 3 000 Juifs sont entassés dans le ghetto avant d’être envoyés au camp d'extermination de Chełmno.

## Administration
De 1975 à 1998, la ville est attachée administrativement à la voïvodie de Płock. Depuis 1999, elle fait partie de la voïvodie de Łódź.
Elle est le siège administratif (chef-lieu) du powiat de Łęczyca et de la gmina de Łęczyca.

## Démographie
Données du 30 juin 2014 :
| Description        | Total  | Total | Femmes | Femmes | Hommes | Hommes |
| ------------------ | ------ | ----- | ------ | ------ | ------ | ------ |
| Unité              | Nombre | %     | Nombre | %      | Nombre | %      |
| Population         | 14 730 | 100   | 7 862  | 53,37  | 6 868  | 46,63  |
| Densité (hab./km²) | 1646   | 1646  | 878    | 878    | 767    | 767    |

## Économie
- industries alimentaires
- industrie lainière, confection
- industries extractives
- fabrication de machines et outils

## Le marché du travail à Leczyca
Quelles entreprises proposent des emplois à Łęczyca ? Selon le registre national des entreprises (REGON) (au 31 mai 2020), la municipalité compte 1 374 entreprises enregistrées, dont 1 297 petites entreprises – des travailleurs indépendants ou des entrepreneurs employant jusqu’à 9 personnes. Cinquante-deux entreprises emploient entre 10 et 49 salariés. Cependant, des employeurs plus importants sont également présents dans la ville. Vingt-deux ont déclaré des niveaux d’emploi compris entre 50 et 249 salariés, et trois entre 250 et 999 salariés. Selon les sections de la Classification polonaise des activités (PKD), les entreprises de Łęczyca les plus représentées (348) ont choisi : le commerce de gros et de détail ; et la réparation de véhicules automobiles, y compris les motos. Parmi les autres secteurs populaires figurent les autres activités de services (129 salariés) ; l’immobilier (127 salariés) ; la construction, la santé et l’action sociale (117 salariés).
Le profil économique de la ville est donc diversifié, ce qui permet d'accéder à des emplois dans de nombreux secteurs. Łęczyca et ses environs (district) affichent un taux de chômage de 6,9 %, légèrement supérieur à celui de la voïvodie de Łódź et de la Pologne (6,0 %, selon les données de Statistique Pologne de mai 2020). En mai, environ 1 400 chômeurs étaient inscrits auprès de l'agence pour l'emploi du comté de Łęczyca.
L'enquête « Baromètre des professions », commandée chaque année par le ministère du Travail, fournit des données sur le marché du travail à l'échelle nationale et dans des zones spécifiques (voïvodies et districts). C'est une source importante d'informations sur les personnes éligibles aux offres d'emploi dans des secteurs spécifiques. Łęczyca et ses environs sont la région où le métier d'employé d'entrepôt est le plus recherché par les employeurs. Le district est confronté à la plus forte pénurie de ce type de travailleurs. L'enquête a également identifié 18 métiers en pénurie. Il s’agissait notamment de personnes nécessitant une formation professionnelle ou industrielle et des qualifications actuelles, comme les serruriers, les soudeurs et les ouvriers du traitement des métaux, ainsi que de personnes ayant fait des études supérieures, comme les psychologues et les psychothérapeutes, les infirmières et les sages-femmes.
Le marché du travail de la voïvodie de Łódź connaît un développement significatif grâce à la zone économique spéciale de Łódź, qui couvre plus de 1 770 hectares dans les voïvodies de Łódź, de Mazovie et de Grande-Pologne. La sous-zone de Łęczyca comprend près de 14 hectares de terrains destinés à l'investissement. Les entrepreneurs qui y opèrent bénéficient d'allègements et d'exonérations fiscales, d'une assistance professionnelle et de conditions commerciales préférentielles. Łęczyca abrite d'importants employeurs de l'industrie de la plasturgie, un fabricant de composants de précision et de produits en fer soudé, ainsi qu'un fabricant de produits de chauffage, de ventilation et de climatisation.

## Tourisme
- église gothique restaurée dans le style baroque
- monastère avec une église où se côtoient le gothique tardif et le style Renaissance, avec des polychromies rococos
- le château qui devenu aujourd’hui un musée
- maisons de style néoclassique
- collégiale romane de Tum

## Relations internationales

### Jumelages
La ville de Łęczyca est jumelée avec
- Penzlin (Allemagne)
- Rillieux-la-Pape (France)
- Saratov (Russie)
- Rypin (Pologne)

## Personnalités liées à la commune
- Salomé von Berg (1101-1144), duchesse de Pologne, y est décédée.
- Izabela Abramowicz (1889-1973), mathématicienne polonaise, y est décédée.
- Yitzchak Yedidya Frankel (1913-1986), Grand-rabbin de Tel Aviv.
- Robert Urbanek (1987-), athlète.